# سولاوسی مرکزی
سولاوسی مرکزی (اندونزیایی: Sulawesi Tengah) یکی از استان‌های اندونزی است که در بخش مرکزی جزیرهٔ سولاوسی واقع شده‌است.

## جغرافیا
این استان در تاریخ ۱۳ آوریل ۱۹۶۴ تأسیس شده و پایتخت آن، شهر پالو است.
سولاوسی مرکزی از سمت شمال به گورونتالو، از سمت جنوب به سولاوسی جنوبی و سولاوسی جنوب شرقی، از سمت شرق به ملوک و از سمت غرب به تنگهٔ ماکاسار محدود شده و ۶۸٬۰۳۳ کیلومتر مربع وسعت دارد. جمعیت این استان در سال ۲۰۰۰ بالغ بر ۲٬۰۶۶٬۳۹۴ نفر بوده‌است.

## مردم
بوتونگ‌ها با ۲۳ درصد، بوگیس‌ها با ۱۹ درصد، تولاکی‌ها با ۱۶ درصد و موناها با ۱۵ درصد، از مهم‌ترین گروه‌های قومی ساکن در سولاوسی مرکزی محسوب می‌شوند.

## زبان و مذهب
زبان اندونزیایی زبان رسمی این استان است و اکثر ساکنان پیرو ادیان مسیحیت، اسلام و هندوییسم هستند.

## مناطق
سولاوسی مرکزی به ۹ منطقه تقسیم شده‌است:

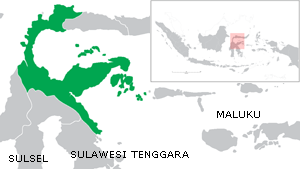

- جزیرهٔ بانگگای.
- منطقهٔ بانگگای.
- منطقهٔ بوول.
- منطقهٔ پاریگی موئوتونگ.
- منطقهٔ پوسو.
- منطقهٔ توجو اونا-اونا.
- منطقهٔ تولی-تولی.
- منطقهٔ دونگگالا.
- منطقهٔ مورووالی.

## شهرها
شهرهای بزرگ سولاوسی مرکزی عبارتند از:
- آمپانا.
- بانگگای.
- بونگکو.
- بوول.
- پاریگی.
- پالو.
- پوسو.
- تولی-تولی.
- دونگگالا.
- کولونوداله.
- لوووک.